# Eugen Jochum

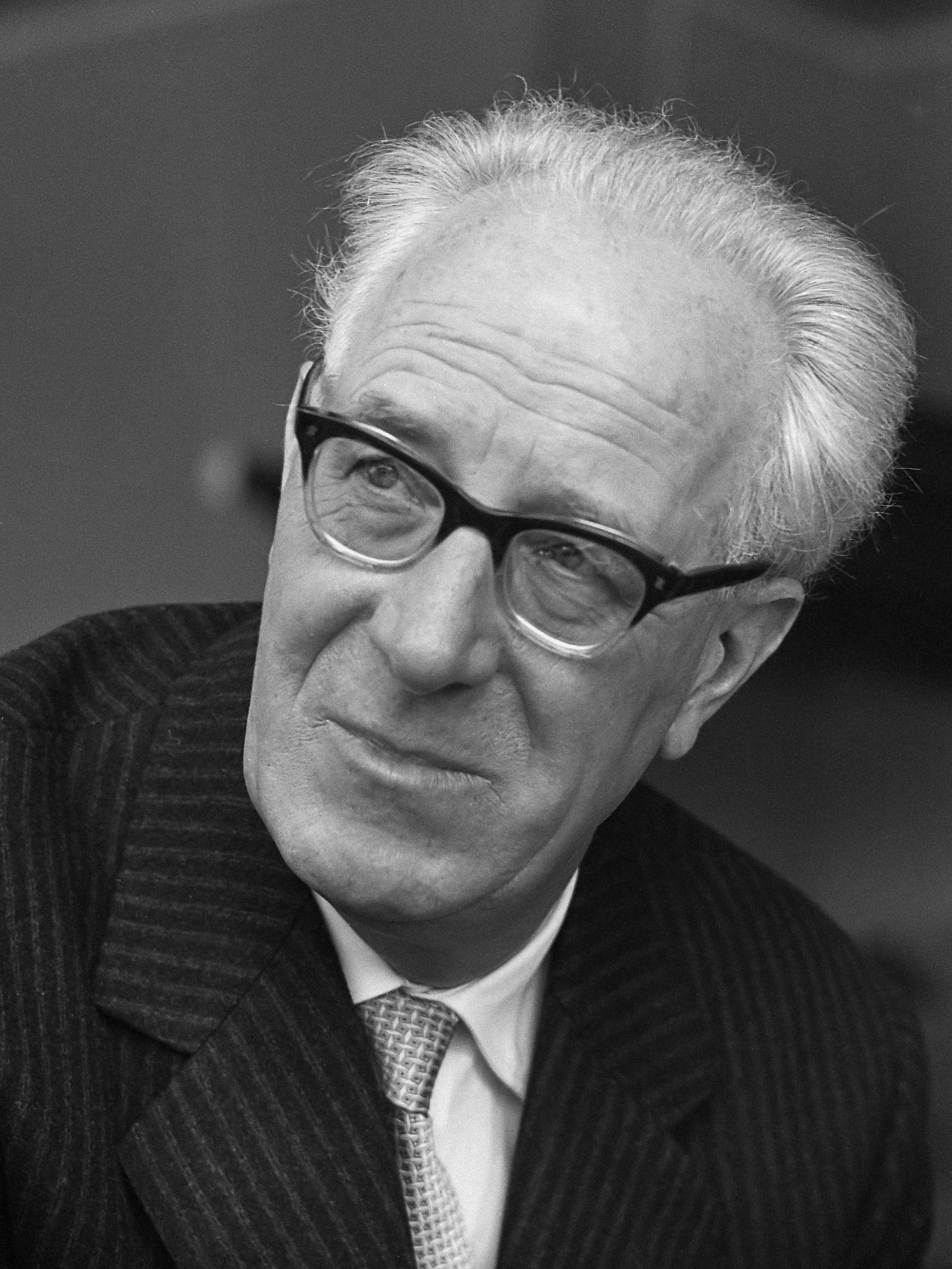
Eugen Jochum (1961)

Eugen Jochum (* 1. November 1902 in Babenhausen, Schwaben; † 26. März 1987 in München) war ein deutscher Dirigent, der zu den bekanntesten Interpreten der Werke Anton Bruckners zählte.

## Leben
Eugen Jochum, Sohn eines Lehrers, Organisten, Chorregenten und Leiters des Orchester- und Theatervereins wuchs in einem katholischen Elternhaus zusammen mit seinen Brüdern Otto und Georg Ludwig auf. Mit vier Jahren erhielt er den ersten Klavier- und mit sechs den ersten Orgelunterricht; mit neun half er in den Kirchen seiner Heimat aus. Auf diese Weise entstand der ursprüngliche Berufswunsch Kirchenmusiker. Er studierte zunächst am Augsburger Leopold-Mozart-Konservatorium (Orgel, Klavier) und von 1922 bis 1925 an der Münchner Akademie der Tonkunst bei Siegmund von Hausegger und Hermann von Waltershausen Orchesterleitung und Komposition und bei Emanuel Gatscher (1890–1946) Orgel. Daneben arbeitete er als Korrepetitor an der Münchner Oper.
Sein erfolgreiches Debüt als Dirigent am 16. März 1926 mit den Münchner Philharmonikern mit Bruckners 7. Sinfonie bestimmte seinen weiteren Lebensweg. Erste Engagements als Kapellmeister führten ihn nach Mönchengladbach, an das Opernhaus Kiel (1927–1929), nach Lübeck, wo er die Leitung der Sinfoniekonzerte des „Vereins der Musikfreunde“ übernahm, und an das Nationaltheater Mannheim. Von 1930 bin 1932 hatte er den Posten eines Generalmusikdirektors am Theater Duisburg und bei den Duisburger Sinfonikern inne, den er 1932–1934 auch an der Städtischen Oper Berlin übernahm. Dazu war Jochum musikalischer Leiter der Sendung „Funkstunde“, dirigierte die Berliner Philharmoniker und beim Sender Berlin. Als Nachfolger von Karl Böhm war er von 1934 bis 1949 Generalmusikdirektor der Hamburgischen Staatsoper und Leiter des Philharmonischen Orchesters.
In der Zeit des Nationalsozialismus trat er mehrmals bei Konzerten im Rahmen von Veranstaltungen der NSDAP sowie in besetzten Gebieten auf, war aber selbst kein Parteimitglied. So dirigierte er mit dem Philharmonischen Staatsorchester Hamburg Konzerte zu Hitlers Geburtstag 1933 und beim Besuch Hitlers am 17. August 1934 in Hamburg Arno Parduns Kampflied Volk ans Gewehr. Am 15. Januar 1935 leitete Jochum „in Anbetracht der nationalen Bedeutung“ des Tages der Saarabstimmung ein Konzert der Berliner Philharmoniker. Am 24. November 1936 dirigierte der in diesem Jahr von Hitler zum Staatskapellmeister ernannte Jochum für die DAF die Münchner Philharmoniker im 1. KdF-Konzert. Weitere KdF-Konzerte leitete er am 6. Februar und 12. Oktober 1938 in Berlin. Zum Tag der „Deutschen Kunst“ gab er am 15. Juli 1939 ein Konzert am Münchner Königsplatz. In die von der Wehrmacht besetzten Gebiete unternahm er 1941 eine Tournee mit den Berliner Philharmonikern und konzertierte in Brüssel und Paris. 1943 dirigierte er in Paris ein Konzert des Konservatoriumsorchesters. Andererseits gelang es ihm, auch gegen den politischen Druck Werke der vom Regime verfemten Komponisten wie Bartók, Hindemith oder Strawinski aufzuführen, zumindest bis Ende der 1930er-Jahre. Hitler nahm Jochum im August 1944 in die sogenannte Gottbegnadeten-Liste auf, der somit als unabkömmlich vom Kriegsdienst freigestellt wurde.
1949 gründete Jochum das Symphonieorchester des Bayerischen Rundfunks, das er bis 1960 leitete und zu einem der führenden Orchester Deutschlands machte; daneben trat er oft als Gastdirigent an der Staatsoper München auf. Zu den Bayreuther Festspielen wurde er in den Jahren 1953 für Tristan, 1954 für Lohengrin und Tannhäuser und 1971 bis 1973 für Parsifal eingeladen.

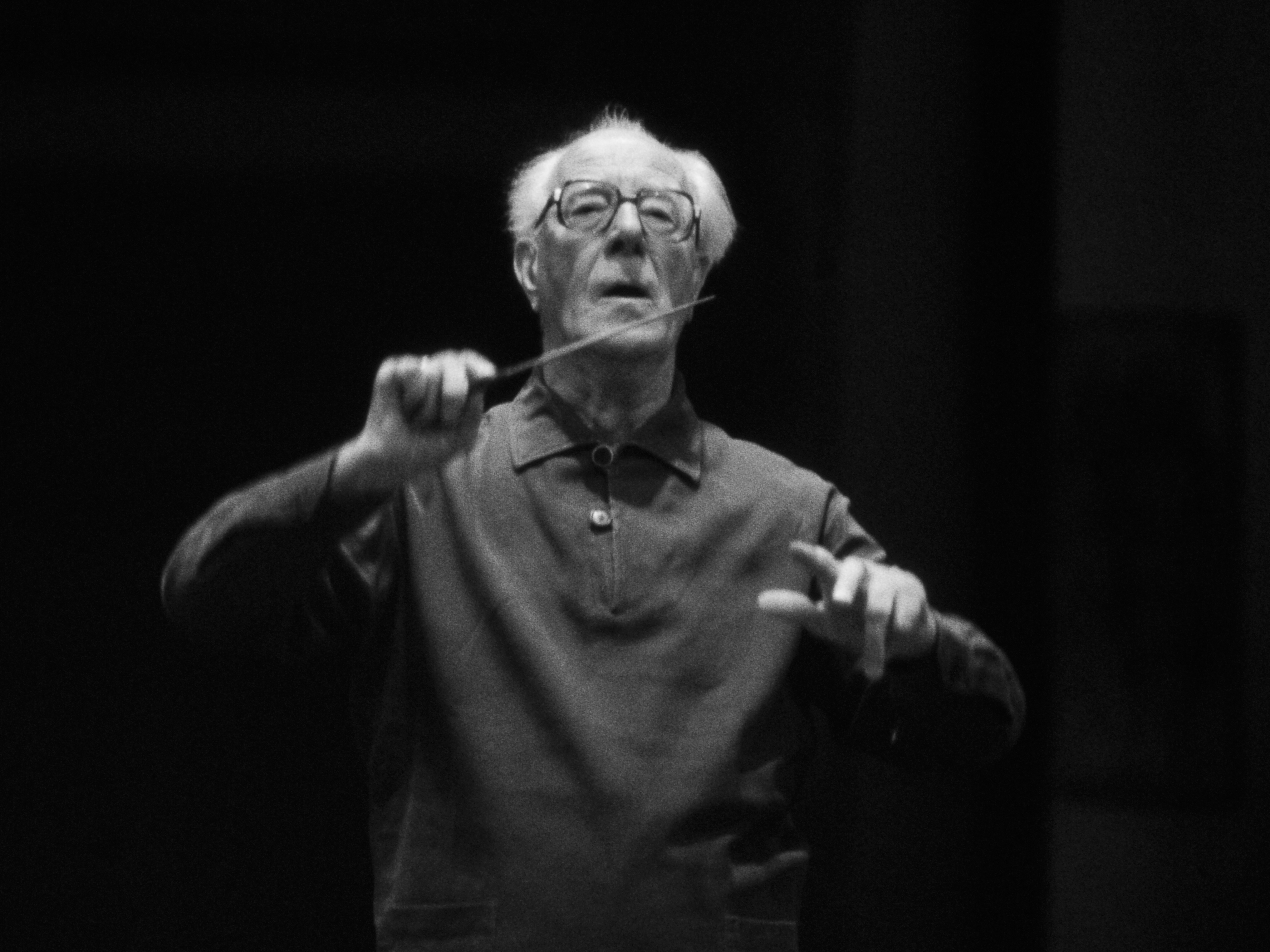
Eugen Jochum im Jahre 1981

Nach seiner Tätigkeit in München teilte er sich 1960 bis 1963 mit Bernard Haitink die Führung des Concertgebouw-Orchesters in Amsterdam, mit dem er 1961 eine zweimonatige vielumjubelte Konzertreise durch die USA unternahm. Als Nachfolger Joseph Keilberths hatte er ab 1969 die künstlerische Leitung der Bamberger Symphoniker inne, deren Chefdirigent er von 1971 bis 1973 war und die ihn zu ihrem Ehrendirigenten ernannten. In den 1960er und 1970er Jahren gastierte er auch vielfach an der Deutschen Oper in Berlin sowie an der Bayerischen Staatsoper. Jochum zählte in jenen Jahren zu den bekanntesten Dirigenten und wurde von allen führenden Orchestern der Welt verpflichtet.

## Familie
Eugen Jochum heiratete 1927 die Dichterin und Publizistin Maria Jochum geb. Montz (* 5. Februar 1903 in Essen-Steele, † 19. Mai 1984 in München). Sie hatten drei Kinder, darunter die Pianistin Veronica Jochum von Moltke (* 1932). Sie sitzt im Vorstand der Eugen Jochum Stiftung, die seit 2012 den Eugen-Jochum-Preis an Dirigenten verleiht.

## Würdigung

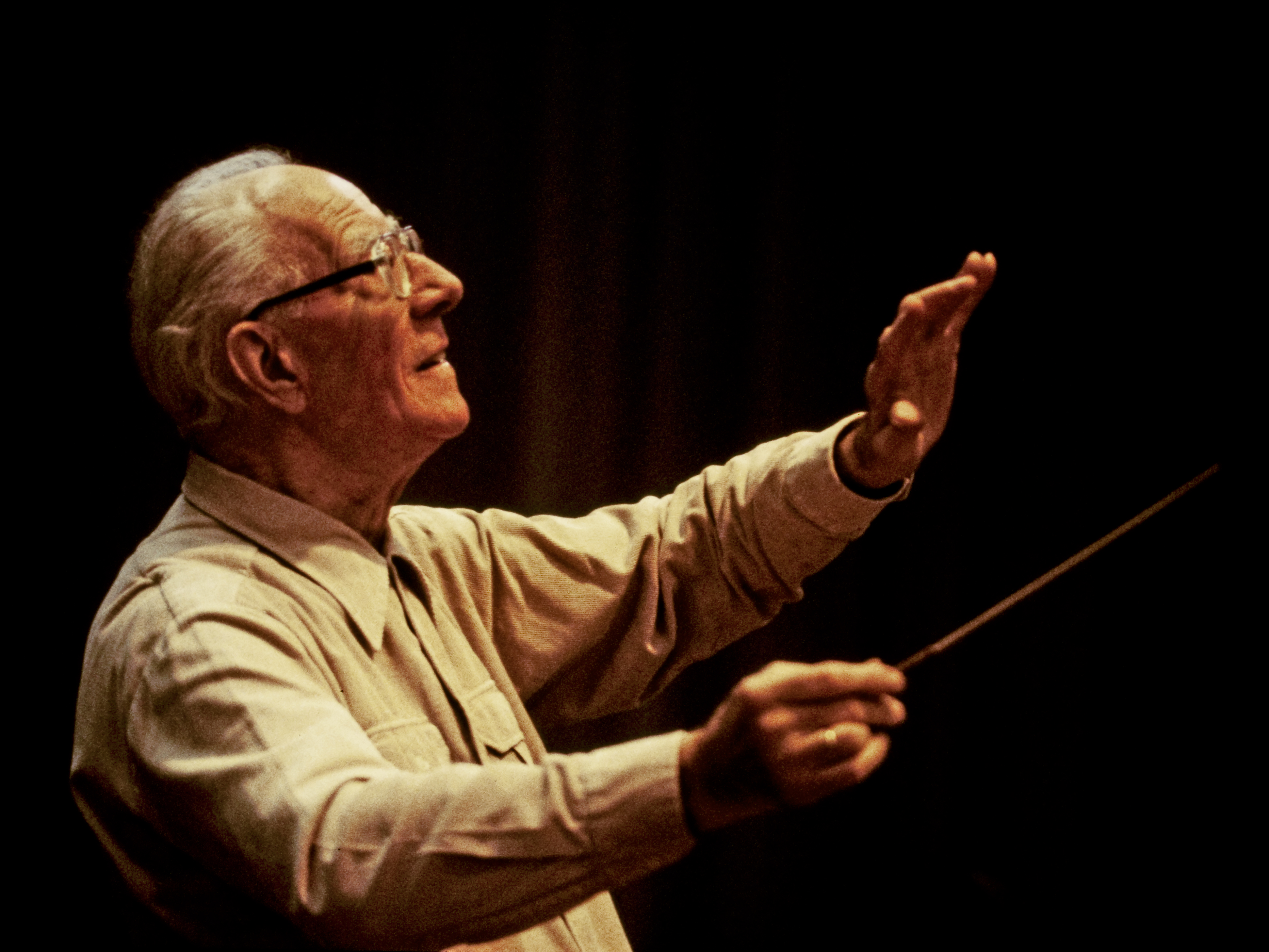
Eugen Jochum im Jahre 1982

Eugen Jochum, einer der herausragenden Dirigenten des 20. Jahrhunderts, war noch vom Ende der deutschen Romantik beeinflusst. Neben den von ihm besonders geschätzten Komponisten wie J. S. Bach, Haydn, Mozart, Beethoven, Brahms und Wagner galt seine Vorliebe hauptsächlich dem Werk von Bruckner. Er widmete sich dabei auch den Chorwerken und spielte zwischen 1959 und 1967 erstmals alle neun Sinfonien Bruckners auf Schallplatte ein, die Ende 1967 zunächst als Subskriptionsausgabe sowie ein weiteres Mal 1973 von der Deutschen Grammophon im Rahmen ihrer 75-Jahr-Jubiläumsedition in einer Kassette als Gesamtaufnahme erschienen. Bei seinen Interpretationen bevorzugte er Originalfassungen in der Notenedition von Leopold Nowak, da „die Brucknerschen Symphonien nur in der ursprünglichen Form möglich sind.“ Ab 1950 war er auch Präsident der deutschen Sektion der Internationalen Bruckner-Gesellschaft.
Dem Musikschaffen des 20. Jahrhunderts konnte Jochum nur wenig abgewinnen („Das widerspricht allen meinen Vorstellungen von Musik“), war aber nicht allem verschlossen. Neben den von ihm auch aufgenommenen Werken Carl Orffs (Carmina Burana, Catulli Carmina) und Karl Höllers (Sinfonische Fantasie, Sweelinck-Variationen) zählen zu den unter seiner Leitung stattgefundenen Uraufführungen folgende Kompositionen: Heinrich Sthamers 6. Symphonie (1. März 1937), Boris Blachers Konzert für Streicher (1942), Werner Egks Suite française (1950), Alberto Bruno Tedeschis Concerto per il principe Eugenio (1951), Karl Amadeus Hartmanns 6. Sinfonie (24. April 1953) und Gottfried von Einems Tanz-Rondo op. 27 (13. November 1959), die beiden letztgenannten Werke jeweils mit dem Symphonieorchester des Bayerischen Rundfunks in München.

## Zitat
„Meine musikalische Begabung betrachte ich als Geschenk von oben. Ich möchte, daß sie nie Selbstzweck werde, und ich glaube, daß ich die Aufgabe habe zu dienen – Medium zu sein für die Gedanken der großen Meister, die ihrerseits Gedanken des höchsten Wesens aussprechen.“

## Auszeichnungen und Ehrungen
- 1938: Johannes-Brahms-Medaille der Stadt Hamburg
- 1948: Professor h. c.
- 1959: Bayerischer Verdienstorden
- 1962: Investitur in den Päpstlichen Ritterorden vom Heiligen Grab zu Jerusalem[8]
- 1968: Kulturpreis der Stadt Würzburg
- 1973: Großes Verdienstkreuz der Bundesrepublik Deutschland[9]
- 1980: Anton-Bruckner-Ring
- 1981: Bayerischer Maximiliansorden für Wissenschaft und Kunst
- 1985: Romano-Guardini-Preis
- 2002: Sonderbriefmarke zu seinem 100. Geburtstag
- Brucknermedaille der Internationalen Bruckner-Gesellschaft
- Mitglied der Bayerischen Akademie der Schönen Künste

## Diskographie(Hinweise)
Aus der Vielzahl der erhältlichen Aufnahmen auf Ton- und Bildträgern seien hier nur als Beispiele genannt:
- Anton Bruckner: Die neun Symphonien. Hamburg 2002, Universal Music 469 810-2
Wiederveröffentlichung der Aufnahmen aus den Jahren 1957–67 mit den Berliner Philharmonikern und dem Symphonieorchester des Bayerischen Rundfunks.
- Centenaire Eugen Jochum. Archives 1933–1945. 4-CD-Box; Frankreich 2002, TAHRA Tah 466–469. ADD.
Mit Werken von Wagner, Brahms, Beethoven, Mozart, Reger und Corelli und den Berliner Philharmonikern, dem Philharmonischen Staatsorchester Hamburg sowie dem Concertgebouw-Orchester.
- Centenaire Eugen Jochum. Archives 1948–1961. 4-CD-Box; Frankreich 2002, TAHRA Tah 470–473.
Mit Werken von Mozart, Beethoven, Brahms und Mussorgski und den Berliner Philharmonikern, dem Concertgebouw-Orchester sowie dem Symphonieorchester des Bayerischen Rundfunks.
- Centenaire Eugen Jochum. Archives 1963–1986. 4-CD-Box; Frankreich 2002, TAHRA Tah 474–477.
Mit Werken von Brahms, Grieg, Schubert, Debussy, Berlioz, Wagner, Bach und Franck und dem Concertgebouw-Orchester sowie dem RIAS-Symphonie-Orchester.

Weitere umfangreiche diskographische Hinweise können der Datenbank des Deutschen Musikarchivs entnommen werde; siehe Weblinks.

## Schriften
- Zur Interpretation des Finales der Vierten Sinfonie von Anton Bruckner. In: Karlheinz Schmidthüs (Hrsg.): Christliche Verwirklichung. Romano Guardini zum 50. Geburtstag. In: Die Schildgenossen. Beiheft 1, ZDB-ID 208000-x. Burgverlag, Rothenfels am Main 1935. Neuveröffentlichung in: Eugen Jochum. Hrsg. Eugen-Jochum-Gesellschaft e. V., Ottobeuren. Plöger, Annweiler 2005, S. 169–, ISBN 3-89857-185-8.[10]
- Die Originalfassung der Brucknerschen Symphonien. In: Bruckner-Fest Hamburg 1938.Programmheft. Neuveröffentlichung in: Eugen Jochum. Hrsg. Eugen-Jochum-Gesellschaft e. V., Ottobeuren. Plöger, Annweiler 2005, S. 177–, ISBN 3-89857-185-8.[10]
- Zur Phänomenologie des Dirigierens. (Privatdruck). S. l. 1938.
- Zur Interpretation der Fünften Symphonie von Anton Bruckner. Ein Rechenschaftsbericht. In: Franz Grasberger (Hrsg.): Bruckner-Studien. Leopold Nowak zum 60. Geburtstag. Bruckner-Studien, Band 1964. Musikwissenschaftlicher Verlag, Wien 1964.[11]
- An der Oper ist gerade das Improvisatorische reizvoll. In: Egloff Schwaiger: Warum der Applaus. Berühmte Interpreten über ihre Musik. Ehrenwirth, München 1968. (Auflage 1973: ISBN 3-431-01285-X).
- Zur Interpretation der Symphonien Anton Bruckners. Beiheft zur Gesamtaufnahme aller Symphonien Bruckners mit den Berliner Philharmonikern, DGG Stereo 2720037-18. Neuveröffentlichung in: Eugen Jochum. Hrsg. Eugen-Jochum-Gesellschaft e. V., Ottobeuren. Plöger, Annweiler 2005, S. 181–, ISBN 3-89857-185-8.[10]